# دارادا (داغستان)
دارادا (به لاتین: Darada) یک منطقهٔ مسکونی در روسیه است که در داغستان واقع شده‌است.